# Cynorta hassleri
Cynorta hassleri is een hooiwagen uit de familie Cosmetidae.